# Säby socken, Skåne
Säby socken i Skåne ingick i Rönnebergs härad och är sedan 1974 en del av Landskrona kommun, från 2016 inom Härslövs distrikt.
Socknens areal är 6,18 kvadratkilometer varav 6,15 land. År 1952 fanns här 308 invånare. Godset Säbyholm samt kyrkbyn Säby med sockenkyrkan Säby kyrka ligger i socknen.

## Administrativ historik
Socknen har medeltida ursprung. 
Vid kommunreformen 1862 övergick socknens ansvar för de kyrkliga frågorna till Säby församling och för de borgerliga frågorna bildades Säby landskommun. Landskommunen uppgick 1952 Härslövs landskommun som uppgick 1974 i Landskrona kommun. Församlingen uppgick 1995 i Härslövs församling som uppgick 2006 i Landskrona församling..
1 januari 2016 inrättades distriktet Härslöv, med samma omfattning som Härslövs församling hade 1999/2000 och fick 1995, och vari detta sockenområde ingår.
Socknen har tillhört län, fögderier, tingslag och domsagor enligt vad som beskrivs i artikeln Rönnebergs härad. De indelta soldaterna tillhörde Norra skånska infanteriregementet, Rönnebergs kompani och Skånska husarregementet, Fjerresta skvadron, Billeholms kompani.

## Geografi
Säby socken ligger närmast norr om Landskrona vid Öresund. Socknen är en odlad slättbygd.

## Fornlämningar
Cirka 15 boplatser från stenåldern är funna. Från bronsåldern finns en gravhög.

## Namnet
Namnet skrevs på 1160-talet Säby och kommer från kyrkbyn. Efterleden är by, 'gård; by'. Förleden innehåller sä(r)', 'sjö' syftande på Öresund..